# Jennifer Charles
Jennifer Charles (Washington, 15 de novembro de 1968) é uma cantora, música, compositora e poeta estadunidense. Junto com Oren Bloedow, fundou a banda nove-iorquina Elysian Fields.